# باسيليس
باسيليس، (بالإنجليزية: Baselice)‏، هي (بلدية) في مقاطعة بينيفينتو في منطقة كامبانيا الإيطالية، وتقع على بعد حوالي 90 كم شمال شرق نابولي، وحوالي 35 كم شمال شرق بينيفينتو.

## السكان
في سنة 1861 بلغ عدد السكان 3٬878 نسمة، وتطور العدد ليصل في سنة 2011 لـ 2٬555 نسمة.
يظهر هذا المخطط البياني تطور النمو السكاني لـ باسيليس